# 偶極外向流

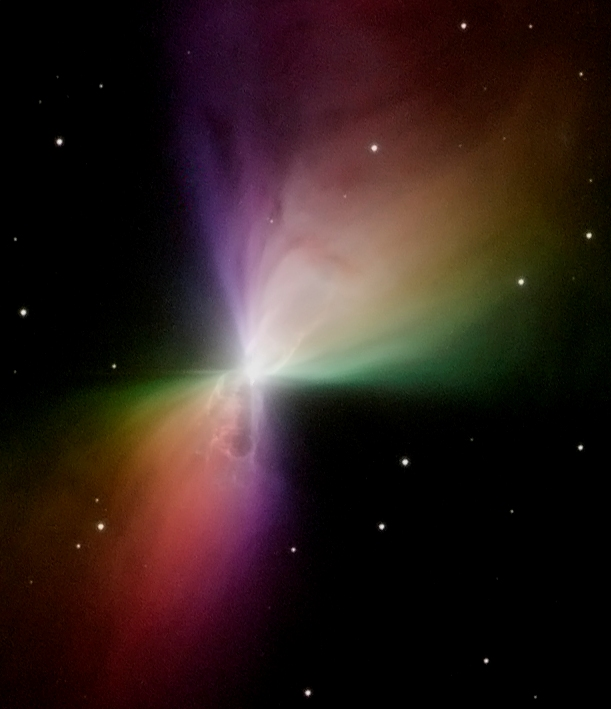
回力棒星雲是偶極外向流的好例子。影像創建者：NASA、STScI。

偶極外向流意指兩股從一顆恆星的兩極持續向外流動的氣體。偶極外向流可能與原恆星（年輕、正在形成的恆星）相關聯，或與演化的後漸近巨星分支（通常是雙極星雲的形式）相關聯。 
在年輕恆星的情況，偶極外向流是由高密度、直直的噴流驅動的。  噴流比向外流狹窄，因此很難直接觀察到。然而，超音速激波前緣沿著噴流將周圍的氣體加熱至數千度。這些袖珍的熱氣體輻射出紅外線的波長，因此可以被像英國紅外線望遠鏡（UKIRT）這種望遠鏡檢測到。他們經常沿著噴流的樑呈現分離不連續的結或是弧。因為這些結通常彎曲成弓形，如同船舶前方的波，因此也被稱為分子弓形衝擊波（弓形震波）。 
通常，分子弓形衝擊波被觀測到來自熱的分子氫發射的轉動振動。這些天體被稱為分子氫發射線天體（molecular hydrogen emission-line objects， MHOs）。 
偶極外向流通常可以使用像詹姆士·克拉克·麥斯威爾望遠鏡這種微米波望遠鏡從比較溫暖量的一氧化碳分子，或使用其它微量的分子觀測到。偶極外向流經常出現在密集、黑暗的星雲中。它們往往是非常年輕的恆星（年齡小於10,000年），並且與分子弓形衝擊波密切相關。事實上，弓形衝擊波被認為是從形成偶極外向流周圍的雲氣清掃或挾帶出的稠密氣體。 
許多噴流來自在演化上更年輕的恆星 －金牛T星－ 產生類似的弓形衝擊波，然而這些都是在光學的波長上可以看見，被稱為赫比格-哈羅天體（HH天體）。  金牛T星通常在雲氣不很濃稠的環境中被發現，環繞在周圍的氣體和塵埃意味著HH天體在挾帶分子氣體上並不是很有效。因此，它們不太可能和偶極外向流有所關聯。 
偶極外向流的存在顯示在中心的恆星仍然透過吸積盤從周圍的雲氣累積質量，外向流帶走（消除）通過吸積盤螺旋來到中心集結所帶入的角動量。事實上，沒有外向流，吸積盤不可能存在，而恆星也永遠無法形成。  
來自演化中恆星的偶極外向流可能開始時是球形對稱的風（稱為前漸近巨星分支風），是紅巨星再冷卻和變暗時從表面彈出的。這些都被磁場或聯星中的伴星以我們還不知道的程序集中成為錐形的氣體。來自前漸近巨星分支恆星的偶極外向流最終成長形成行星狀星雲。
在這兩種情況下，偶極外向流都包括大量的分子氣體。它們可以每秒數十或可能是數百公里的速度旅行，並且在年輕恆星的情況下可以綿延超過1秒差距的長度。  

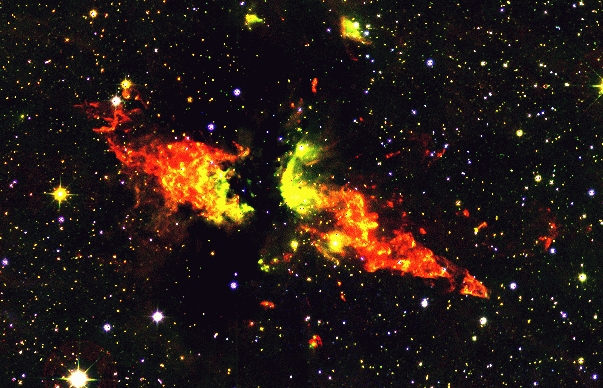
偶級外向流的紅外線影像。這股外向流是第一個被確定由目錄編號為"DR21"的電波源，大質量年輕恆星驅動的。這股外向流本身就是已知的DR21外向流，或是MHO898/899。影像創建：Chris Davis, UKIRT/Joint Astronomy Centre

## 外部連結
- A General Catalogue of Herbig–Haro Objects
- A Catalogue of Molecular Hydrogen Emission-Line Objects in Outflows from Young Stars: MHO Catalogue